# Parathelypteris cystopteroides
Parathelypteris cystopteroides är en kärrbräkenväxtart som först beskrevs av D. C. Eat., och fick sitt nu gällande namn av Ren-Chang Ching. Parathelypteris cystopteroides ingår i släktet Parathelypteris och familjen Thelypteridaceae. Inga underarter finns listade.